# Antiquarian Hall
L'Antiquarian Hall est une bibliothèque américaine située à Worcester, dans le Massachusetts. Elle accueille les collections de l'American Antiquarian Society, ce qui lui vaut d'être aussi désignée par ce nom. Elle est classée National Historic Landmark depuis le 18 octobre 1968 et inscrite au Registre national des lieux historiques depuis le 24 novembre 1968.
Les collections de l'Antiquarian Hall comptent plus de quatre millions de livres, de brochures, de journaux, de périodiques, de documents graphiques, de partitions de musique et de manuscrits ; la bibliothèque conserve notamment des exemplaires des ouvrages imprimés aux États-Unis, depuis l'établissement de la première presse en 1640 jusqu'en 1820, comme le Bay Psalm Book imprimé en 1640 à Cambridge, dans le Massachusetts ; beaucoup de ces volumes sont extrêmement rares et certains sont uniques. Dans sa collection de plus de deux millions de numéros de journaux imprimés en Amérique jusqu'en 1876, figure le premier magazine féminin américain édité par une femme, The Humming Bird, or Herald of Taste.